# Benno (fanzine)
Benno var ett musikfanzine  som startades av Stefan Zachrisson under 1990-talet. För fanzinet skrev även Torbjörn Thorsén, Anton Halldin, Per Johansson, Tommie Jönsson, Henrik Engström och Kristian Rosengren. Senare gav man även ut skivor och anordnade både musikfestivalen Love, Music, Wine & Revolution och musikgalan Benno Awards.

## Bennofestivalen Love, Music, Wine & Revolution
Festivalen anordnades vid Sörsjön utanför Norrköping 27-28 juli 2001. 

### Artister
- My favorite
- Pluxus
- Fosca
- Aerospace
- Montgolfier brothers
- Nixon
- Trembling Blue Stars
- Seamonster¹
- Remington super 60
- Free Loan Investments
- Florian
- Naimi
- Monster & maskiner
- Kubot
- Hello goodbye
- State of Samuel
- Paddington Distortion Combo
- Frederick Fleet
- The Embassy

## Diskografi
- 1998 – Benno Presents Volume 1 [4]
- 1999 – Benno Presents Volume 2 [5]
- 1999 – Benno Presents Volume 3 [6]
- 2000 – An Unfinished Retrospective [7]
- 2001 – Benno Presents Vol. 5 [8]
- 2001 – Panorama [9]